# Cara del Kangshung

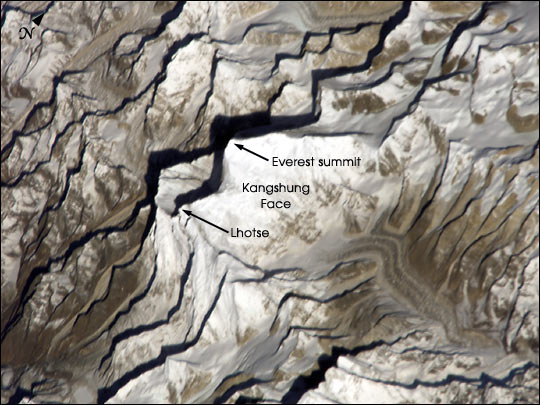
Cara del Kangshung vista desde la órbita

La cara del Kangshung es la cara oriental del monte Everest, uno de los lados de la montaña que apuntan al Tíbet. Mide 3350 metros de altura desde su base, en el glaciar de Kangshung, a la cima. Es una cara ancha, rematada a la derecha (vista desde abajo) por la parte superior de la arista noreste y, a la izquierda, por la arista sureste y el collado sur. En su mayoría, la parte superior de esta cara está compuesta por glaciares colgantes, mientras que la parte inferior consiste en roca escarpada con contrafuertes y corredores entre ellos. Es considerada como una ruta peligrosa de ascenso comparada con las rutas estándar de los collados norte y sur y, es la cara más remota de la montaña para acceder a ella.

## Historia
El lado oriental de la montaña fue relativamente desconocido para el mundo exterior hasta el siglo XX, debido al clima, a lo complejo y aislado del terreno del Tíbet y, por los acatamientos budistas que prohibían su ascenso. En 1921, George Mallory y Guy Bullock fueron los primeros occidentales en contemplar y explorar la cara del Kangshung, como parte de la primera Expedición Británica de Reconocimiento al Everest de 1921, que obtuvo permiso, por primera vez en la historia, del Dalái lama del Tíbet para permitir los ascensos al Everest.
Mallory y Bullock fueron guiados por pastores de yaks locales a la cara oriental de la montaña, pasando a través del paso Langma La y por los bosques de azaleas de Kama Chu. Para ese momento del año, en agosto, habían prados de flores y una rica vegetación en los valles y por encima del glaciar de Kangshung. En 1980, el joven escalador estadounidense Andy Harvard, llevó a cabo un reconocimiento de la cara este. Hoy en día, existen numerosas compañías de excursión que llevan a sus clientes al glaciar de Kangshung, donde se puede observar el monte Everest. Toma de 6 a 7 días alcanzar el glaciar de Kangshung desde el camino más cercano en Yeuba (cerca de Kharta).

## Historial de ascensos

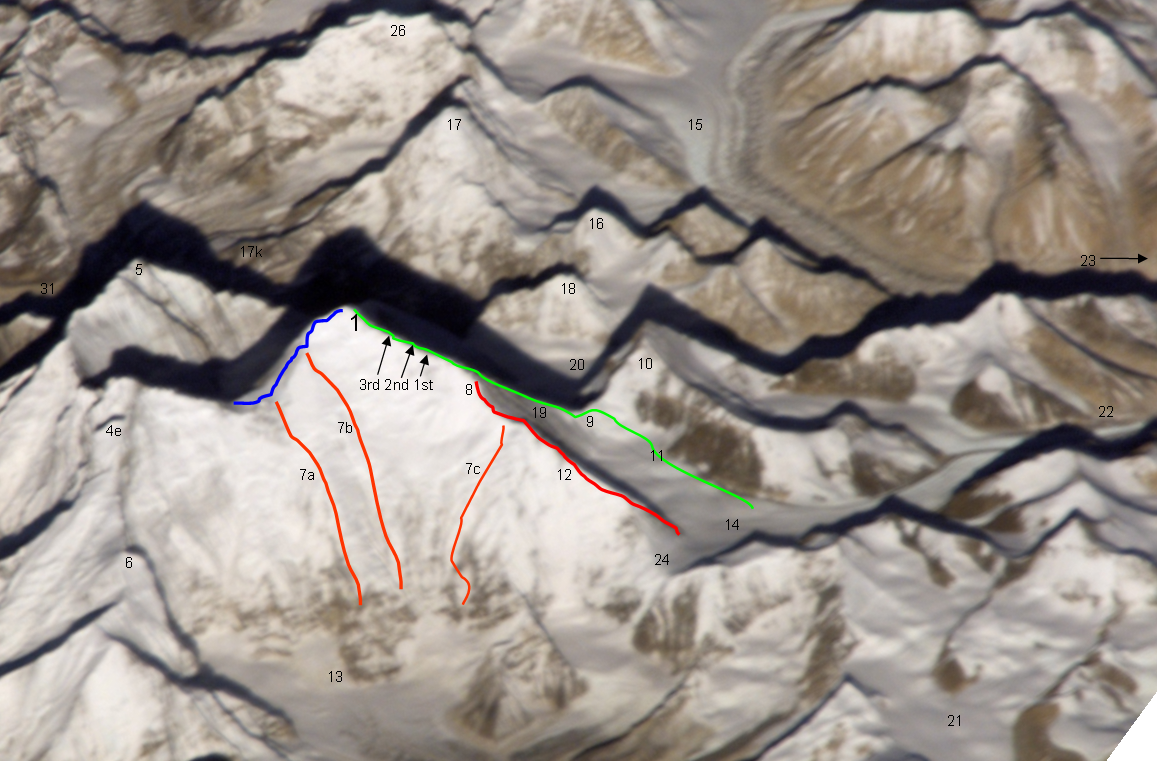
Varias rutas de ascenso

Un intento estadounidense en 1981 liderado por Richard Blum y Louis Reichardt, incluyendo a Edmund Hillary, George Lowe, John Roskelley y, Kim Momb lograron avanzar sobre los contrafuertes de roca escarpada, pero dieron marcha atrás cerca de los 7000 metros debido al riesgo de avalanchas.
El primer ascenso exitoso a la cara del Kangshung fue en 1983 por una expedición estadounidense guiada por James D. Morrissey. Después de cinco semanas y media de esfuerzo, Kim Momb, Carlos Buhlet y, Louis Reichardt hicieron cumbre el 8 de octubre de 1983. George Lowe, Dan Reid y Jay Cassell hicieron cumbre al día siguiente.
En 1988, una expedición británico/estadounidense escaló por una nueva ruta hasta el contrafuerte sur de la cara para alcanzar el collado Sur, con la cumbre como meta por la vía estándar de la arista Sureste. Stephen Venables, se convirtió en el primer británico en hacer cumbre sin la ayuda de oxígeno embotellado. Ed Webster y Robert Anderson (ambos estadounidenses) llegaron a la cumbre sur, pero no alcanzaron la cumbre principal. Paul Teare (canadiense) llegó al collado sur, pero descendió debido a que empezaba a sentirse mal. En apoyo estuvieron la doctora Miriam Zieman (Estados Unidos), el fotógrafo Joseph Blackburn (Estados Unidos), el cocinero Pasang Norbu (Nepal) y el ayudante de cocina Kasang Tsering (Tíbet).
En 1992, una expedición chilena escaló exitosamente por esta ruta, convirtiéndose en la segunda expedición en lograrlo. Los escaladores que alcanzaron la cumbre fueron Rodrigo Jordan, Cristian García-Huidobro y Juan Sebastián Montes.
La cara del Kangshung fue donde el escalador Lincoln Hall fue encontrado con vida después de haber sido dado por muerto en su expedición a la cima del Everest, en 2006.

## Escalando la cara del Kangshung
Para escalar la cara, deben superarse los tres kilómetros de la amplia base de la pared escalando por cualquiera de los profundos cortes de las grietas ocasionadas por las avalanchas, o los contrafuertes verticales de roca sobresaliente, llenos de mortales torres de hielo y nieve inestable. Ya que el punto crucial de la ruta está cerca del fondo, retroceder es más difícil, haciendo la escalada más comprometedora; el relativo aislamiento de la cara y quizás, la falta de otros escaladores comparado con otras rutas de ascenso, se suman también al factor de compromiso. Los glaciares colgantes y las pendientes de nieve representan un alto riesgo de avalanchas, especialmente en caso de una tormenta, añadido al peligroso objetivo de la ruta. Teniendo en cuenta estos desafíos, George Mallory anotó en su libro de expedición «Otros hombres, menos sabios, podrían intentar por este camino si pudieran, pero, enfáticamente, no es para nosotros.»

## Condiciones climáticas
La cara del Kangshung es, en esencia, la cara del Everest más escarpada y expuesta a las condiciones climáticas.
El clima en el valle de Kangshung y, en esa cara de la montaña, es determinado por las corrientes en chorro. El viento entra por el oeste, y desciende hacia el este sobre las aristas sudeste y noreste en el valle de Kangshung. En los escasos días con una buena ventana de oportunidad para escalar el monte Everest, una veleta compensada con cristales de hielo, puede detectar qué tan alta es la velocidad del viento en las zonas altas de la montaña (y en las regiones bajas de la estratósfera). Una bandera horizontal significa que el viento sopla entre 90 y 120 km/h, apenas al límite para poder intentar escalar. Si la bandera se eleva por encima de la arista de la cima, el viento es más moderado, el clima más benigno pero, bajo algunas circunstancias, el descenso puede tornarse en una pesadilla al refrescar el viento en la tarde, entre las 2 y 3 de la tarde y, tormentas y ventiscas hacen que bajar de las zonas altas de la montaña se convierta en un juego de vida o muerte. Si la veleta se inclina directamente detrás de una arista, la velocidad del viento es de más de 120 km/h, y puede haber el llamado «clima monstruo», condiciones climáticas que añaden al ya de por sí bajo contenido de oxígeno en el aire en la parte alta de la montaña, un vacío o efecto de succión, que con un efecto dinámico como resultado del movimiento del aire, causa un menor llenado de aire en los pulmones de los escaladores; esta fue una de las circunstancias culpables del desastre del Everest de 1996. En su totalidad, la cara del Kangshung es, por así decirlo, el vertedero de toda la nieve y de las avalanchas resultantes descargadas de los vientos del oeste predominantes en el lado oriental de la montaña.

## Lecturas recomendadas
- Webster, Ed (2001). Snow in the Kingdom: My Storm Years on Everest. Eldorado Springs CO, USA: Mountain Imagery. ISBN 978-0-9653199-1-1.
- Venables, Stephen (2000). Everest: Alone at the Summit. New York, NY, USA: Thunder's Mouth Press. ISBN 978-1-56025-289-4.
- Harvard, Andrew (Julio de 1984). «The Forgotten Face of Everest». National Geographic 166 (1): 71-88. ISSN 0027-9358. OCLC 643483454.